# 户板县 (缅甸)
戶板縣，又译霍班县，是緬甸撣邦下轄的一个縣，同时也是佤自治州的一部分。目前户板县全境由佤邦实际控制，户板镇区在佤邦设为富邦县（户板县），勐冒镇区和班旺镇区在佤邦设为勐冒县。

## 行政区划
户板县下辖户板镇区、勐冒镇区、班旺镇区三个镇区。